# Hemithea copiosa
Hemithea copiosa là một loài bướm đêm trong họ Geometridae.